# Aļona Ribakova
Aļona Ribakova (ur. 7 lutego 1991 roku w Rydze) – łotewska pływaczka, uczestniczka igrzysk olimpijskich w Rio de Janeiro (2016). 

## Igrzyska olimpijskie
Zdobyła kwalifikację do igrzysk w Londynie w 2012 roku, jednakowoż nie została do nich dopuszczona. 
Na igrzyskach olimpijskich w Rio de Janeiro w 2016 roku wzięła udział w wyścigu na 200 metrów stylem klasycznym. W eliminacjach uzyskała czas 2:30, 82, co nie dało jej promocji do następnej tury. Zajęła 27. miejsce w końcowej klasyfikacji medalowej. 